# メルギー諸島
メルギー諸島（メルギーしょとう、英: Mergui Archipelago）もしくはミェイク諸島・ベイ諸島・ベイッ諸島（ビルマ語: မြိတ်ကျွန်းစု、ALA-LC翻字法: Mritʻ kyvanʻ" cu、IPA: [mjeʲʔ t͡ɕʊ́nzṵ] ミェイッ・チュンズー）は、ミャンマーの南部、タニンダーリ地方域の一部をなす800島あまりの島々である。アンダマン海の東縁に位置し、マレー半島北部の付け根から半島の西岸に沿って島影が連なっている。諸島の名前メルギーは、タニンダーリ南部の中心都市ミェイク（現地音：ミェイッ、ベイッ、旧称：メルギー）に因む。行政区分はミェイク県とコータウン県の2県に跨っている。

## 地勢

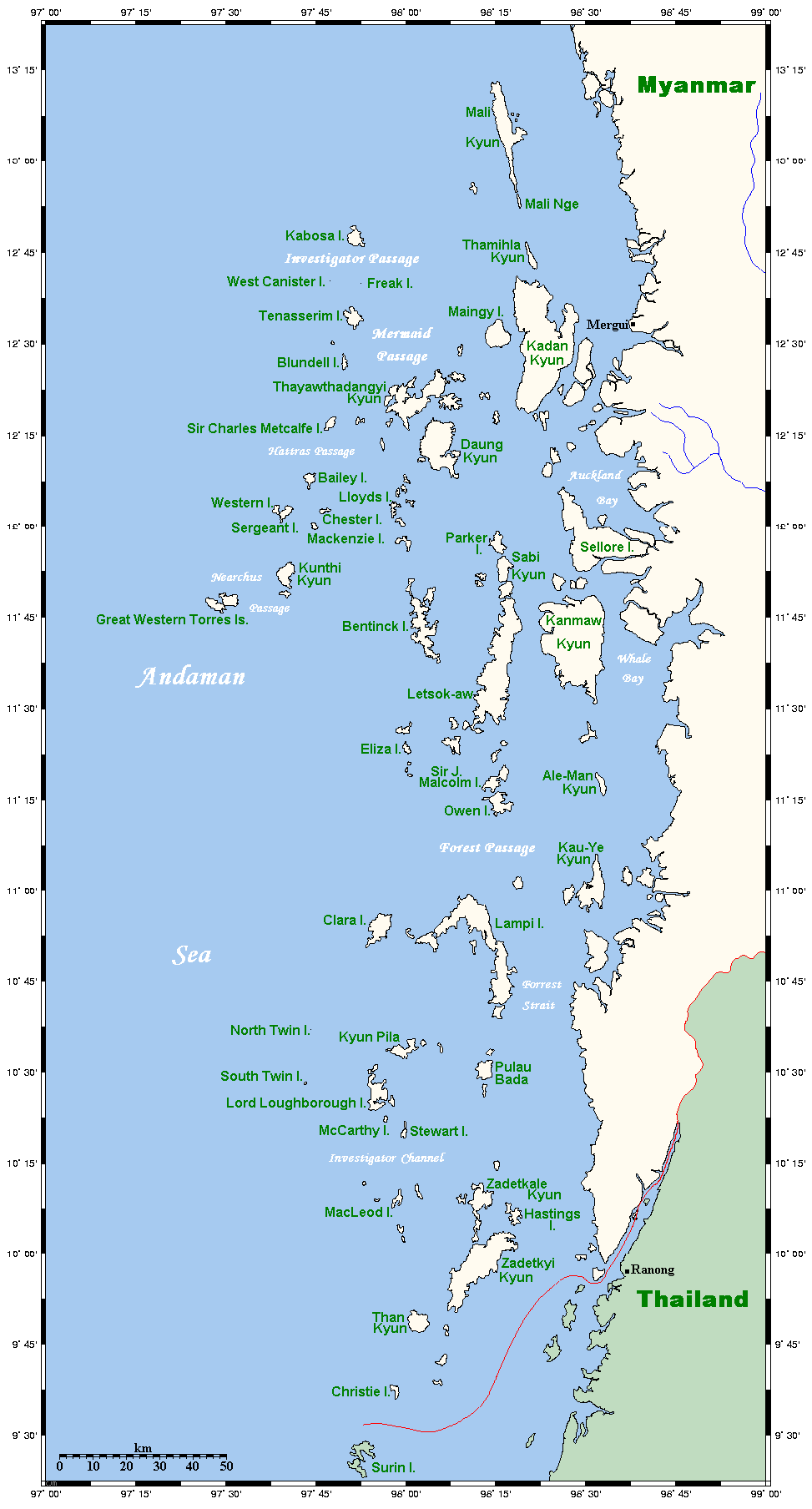
諸島の地図

メルギー諸島は、最北部はダウェイの河口付近に位置するマリ島（北緯13度06分 東経98度16分 / 北緯13.100度 東経98.267度）から、最南部のクリスティー島（北緯9度37分 東経97度58分 / 北緯9.617度 東経97.967度）まで、南北およそ400kmにわたって連なる804の島々の集合である。面積は合計3500km2に及び、単なる岩から400km2の面積を持つものまで大小様々な島が含まれる。
クリスティー島はタイのラノーン県の西に位置しており、列島の南限を画すとともにミャンマー連邦の領土の最南端でもある。この島の国境を挟んだ南西延長上には、ム・コ・スリン国立公園を形成するタイ領スリン諸島がある。
諸島内で最大面積の島は、ミェイクから海峡を隔てたところにあるカタン島で、面積は440km2、標高は767mである。その他の主要な島々は北から順に以下の通り。
| カナ翻字例 （-島）        | ラテン字翻字例 （- Kyun） | 旧英名 （- Island） | ビルマ語 (-ကျွန်) | 面積 km2 | 標高 m | 座標                                                  |
| ------------------------- | ------------------------- | ------------------- | -------------- | -------- | ------ | ----------------------------------------------------- |
| マリ                      | Mali                      | Tavoy               | မလိ             | 99       | 686    | 北緯13度03分 東経98度17分 / 北緯13.050度 東経98.283度 |
| カタン                    | Kadan                     | King                | ကတန်            | 450      | 767    | 北緯12度30分 東経98度21分 / 北緯12.500度 東経98.350度 |
| タヨタハン                | Thayawthadangyi           | Elphinstone         | သရောသဟန်          | 120      | 538    | 北緯12度21分 東経98度00分 / 北緯12.350度 東経98.000度 |
| ドン                      | Daung                     | Ross                | ဒေါင်း             | 110      | 309    | 北緯12度14分 東経98度05分 / 北緯12.233度 東経98.083度 |
| サカンティ                | Saganthit                 | Sellore             | စခန်းသစ်          | 257      | 518    | 北緯11度56分 東経98度26分 / 北緯11.933度 東経98.433度 |
| カンモー                  | Kanmaw                    | Kisseraing          | ကမ်းမော်            | 409      | 357    | 北緯11度40分 東経98度29分 / 北緯11.667度 東経98.483度 |
| レッスッエ （パンタウン） | Letsok-aw (Pandaung)      | Domel               | လက်စွပ်အေ (ပန်ထောင်)   | 250      | 685    | 北緯11度22分 東経98度09分 / 北緯11.367度 東経98.150度 |
| ランピ                    | Lanbi                     | Sullivan            | လန်ပိ            | 188      | 465    | 北緯10度50分 東経98度15分 / 北緯10.833度 東経98.250度 |
| ザデッチ                  | Zadetkyi                  | St. Matthew's       | ဇာဒက်ကြီး           | 176      | 852    | 北緯09度58分 東経98度12分 / 北緯9.967度 東経98.200度  |

## 自然
地質学上、島々は主に石灰岩と花崗岩に特徴づけられ、全体として多雨林などの鬱蒼とした熱帯の植生に覆われている。海岸線はマングローブ林、ところによっては砂浜海岸、岬や入り江に囲まれ、沿海にはサンゴ礁が広がっている。
長らく人為による自然環境への影響をかなりの程度免れてきたために、島々やその周辺のアンダマン海域には非常に多様な動植物相が発達しており、ジンベエザメやジュゴンなど絶滅の危機に瀕する大型動物を特色とするダイビングスポットとしての人気が高まっている。
この海域はクジラ類にとっても重要であり、カンモー島東部のホエール・ベイは伝統的に多くのクジラが見られることから名づけられている。多様な動物の例として、ニタリクジラやツノシマクジラ、シロナガスクジラ、タイヘイヨウアカボウモドキ、ヒモハクジラ、シャチ、さらにイルカ、スナメリ、カワゴンドウなどが棲息している。島の内部にもサイチョウ、ウミワシ、アオサギ、ニシキヘビ、サル、イノシシ、ゾウなど様々な動物が栄えている。
諸島南部ランピ島およびその周辺の海域は1996年にランピ島海洋国立公園に指定されているほか、諸島全体が世界自然遺産の暫定リストに加えられている。一方で、ダイナマイト漁、国内外の違法なトロール船、規制のない観光開発など、自然的価値の低下をもたらすおそれのある脅威も数多く報告されている。サンゴ礁を破壊するダイナマイト漁は、国立公園周辺では一般的に行われている。

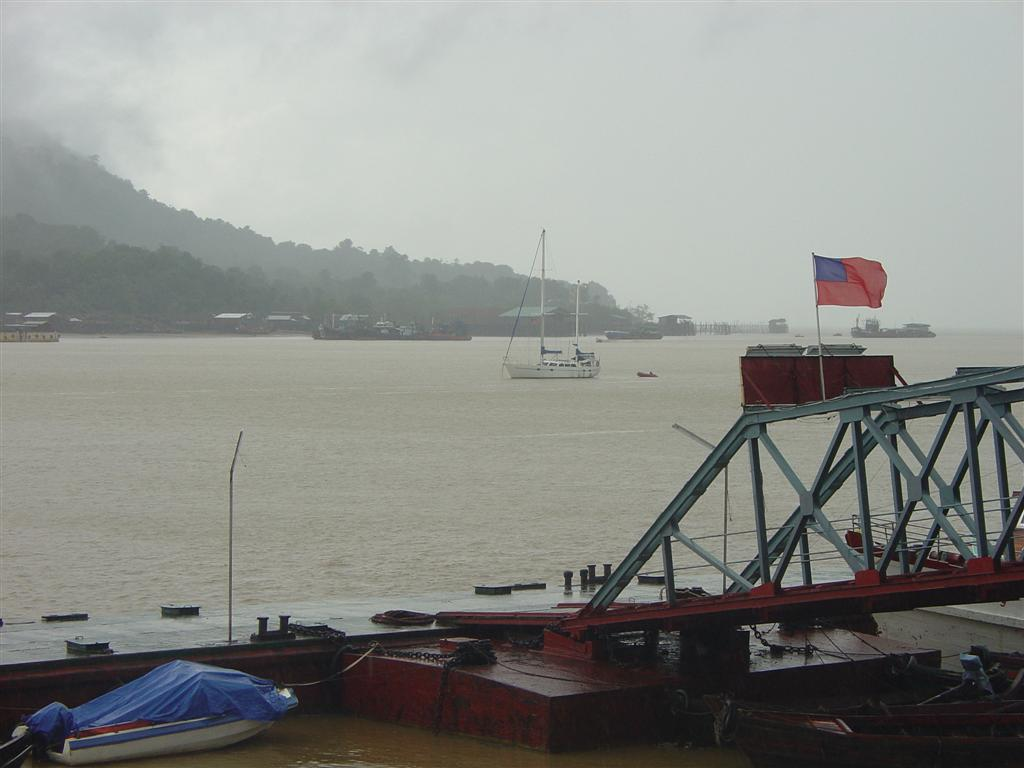
ミェイク港
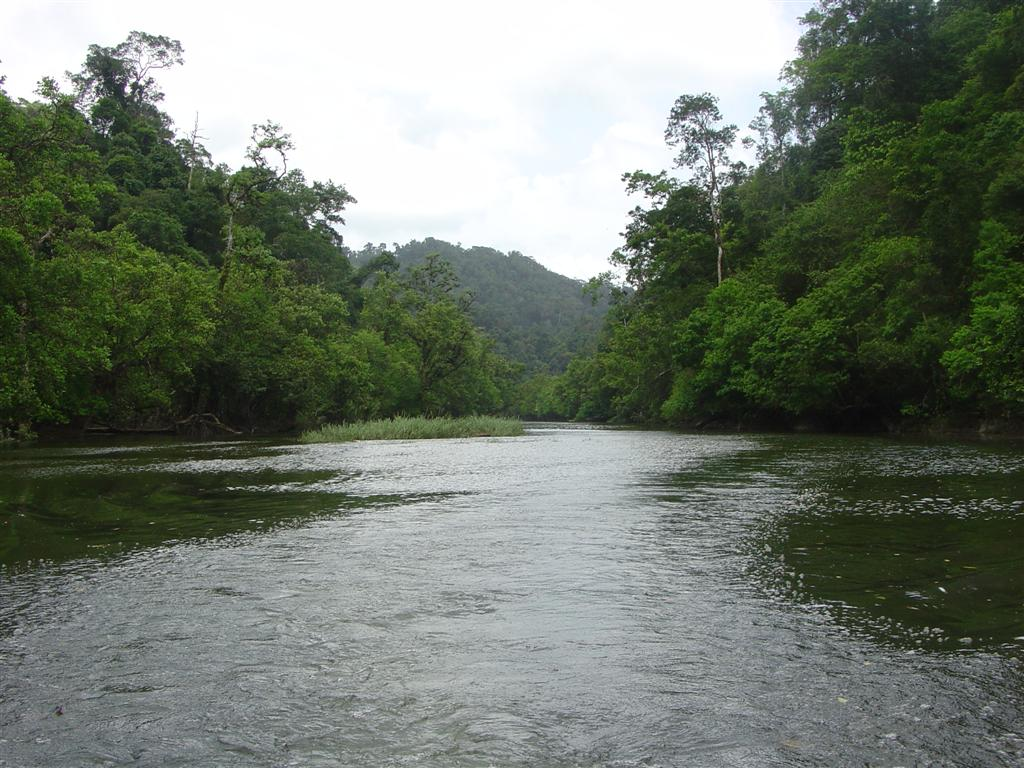
ランピ島の河川
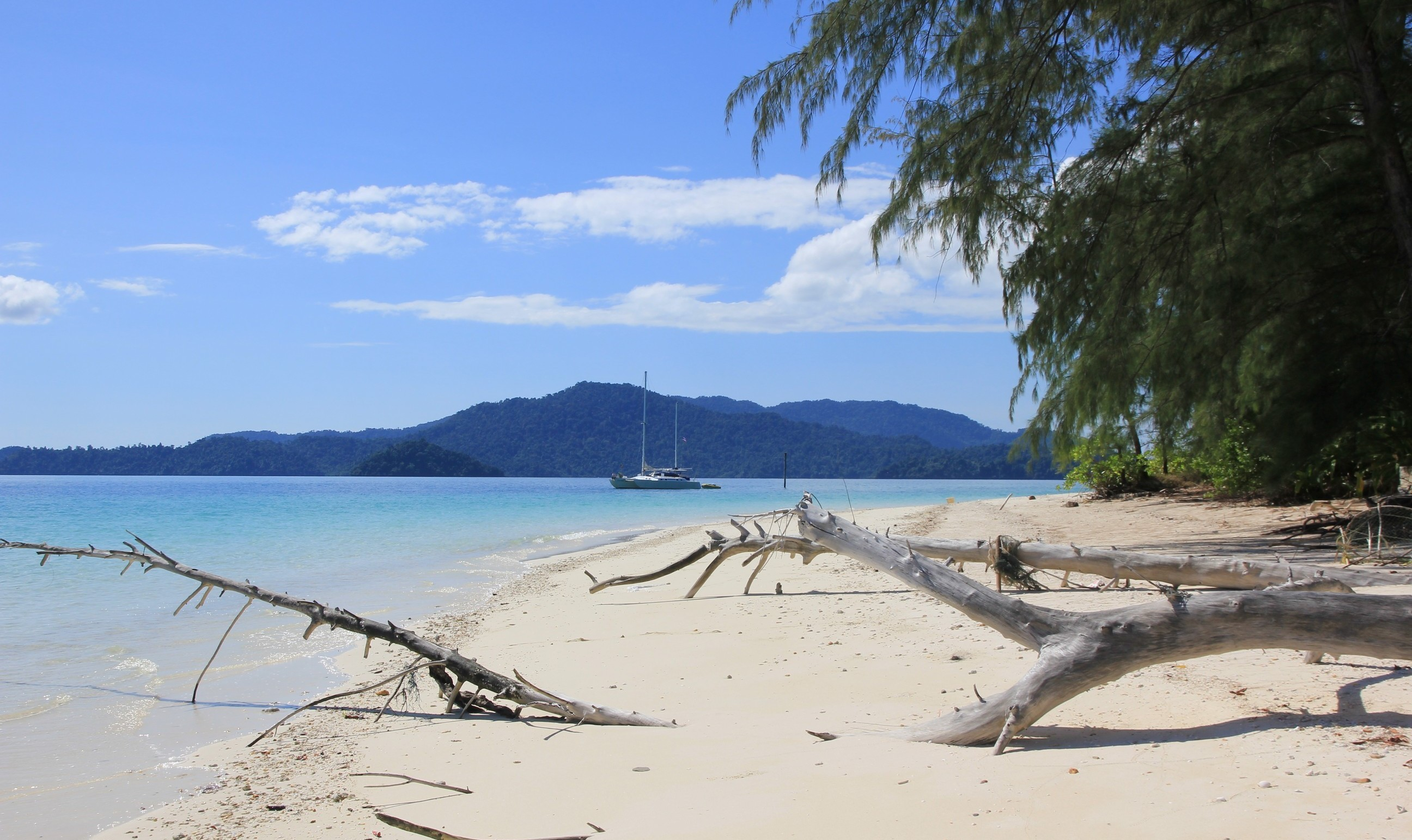
砂浜海岸

## 人文

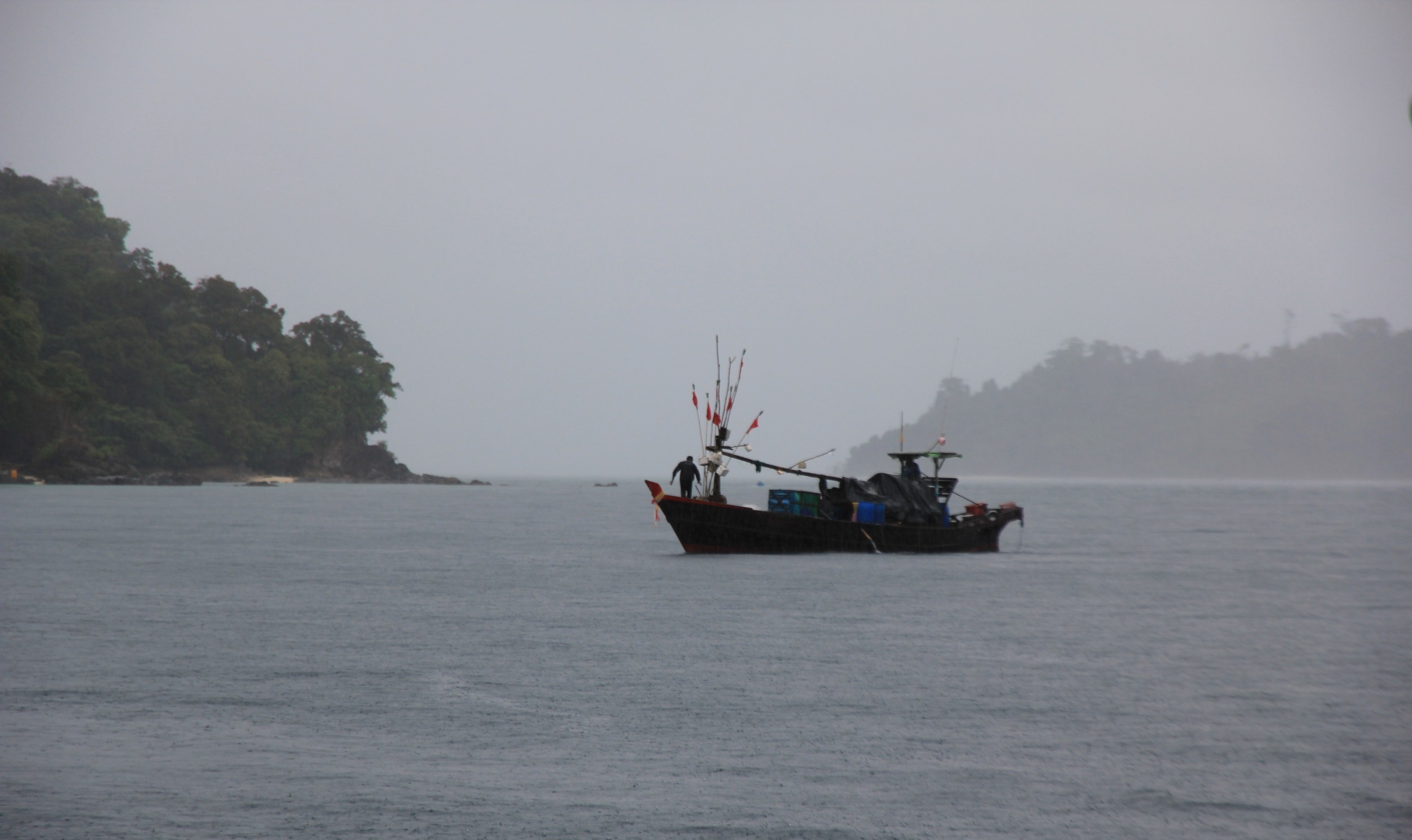
モーケン人の船

島々には推定1000人から3000人のモーケン人（サロン人）と呼ばれるマレー系の言語を話す少数民族が暮らしている。モーケン人の説くには、メルギー諸島は神話上の大洪水をうけて本土から切り離されたものという。モーケンの人々は海上に暮らし、何百年もの間受け継いできた漁撈や舟の建造などの伝統的な生活様式を踏襲している。乾季には彼らが船上に暮らす様子をみることができるが、雨季には多くの場合陸上に留まっている。しかし近年では、多くのモーケン人が家船での生活を諦め、定住的な生活へと移行してきている。また、諸島や沿岸域の人口はこれまで明らかになっていないものの、モーケン人よりも本土のビルマ人やカレン人の居住者のほうが人口の大勢を占めている可能性は高い。
クラ地峡の西縁にあたるミェイクは歴史的に、とりわけ18世紀にかけて東洋と西洋のあいだの交易拠点であり、モーケン人もかつてムスリム商人やマレー方面の中国系商人との交易を行っていた。諸島内の小島には、ムスリムの船員によって建立されたモスクも残されている。
メルギー諸島の位置するタニンダーリ地方域は、ビルマ内戦のさなかに甚大な攻撃を受けた地域である。メルギー諸島への攻撃は多くの場合住民を狙ったもので、風光明媚なクリスティー島での漁民や島民の虐殺を伴うものであった。2004年スマトラ沖地震でも、津波によってランピ島付近で200人以上のモーケン人の死者が出ている。
この地域は第二次大戦後、ビルマ政府によって軍事的な観点から立ち入りを禁止されていたが、ミャンマー当局とプーケットの旅行代理店との交渉を経て、1997年に初めて外国人観光客に開放された。アンダマンクラブが現在タテー島で5つ星のカジノとゴルフリゾートを運営している。
南洋真珠を産するシロチョウガイの棲息地として知られ、19世紀末以来、南アジア唯一の真珠採集地であった。1891年にメルギー真珠採取会社が設立され、ヨーロッパ人による組織的経営が行われるようになったが、明治大正期には、真珠採取による稼ぎを求めて和歌山県の南紀地方やオーストラリアの日本人強制送還者などがメルギーに集まっていた。日本人による真珠採取業は大正期に隆盛したものの、日本の占領下に入るころにはほとんど衰滅状態となっている。戦後、1954年に日本の真珠加工販売会社ミキモトが養殖場を開設したことから真珠養殖業が成長した。同じく日本のTASAKIも、1997年からドーメル（レッスッエ）島で、さらに2017年からシスター島で、南洋真珠養殖事業を運営している。

## 現代文化
- 1965年の映画「007 サンダーボール作戦」ではエルンスト・スタヴロ・ブロフェルドが、ミャンマー沖のメルギー諸島で、1億ポンド相当のダイヤモンドの身代金を国際犯罪組織SPECTREに支払うようNATOに要求している。
- メルギー諸島はW.E.ジョンズ著『Biggles（英語版）』シリーズに何度か登場している。